# جبلة الوزنة (أبين)

تعديل مصدري - تعديل

جبلة الوزنة هي إحدى قرى الجمهورية اليمنية. تتبع جغرافيا لمحافظة أبين و إداريًا لمديرية مودية. يبلغ تعداد سكانها 2157 نسمة حسب تعداد اليمن لعام 2004.